# Chuquiraga aurea

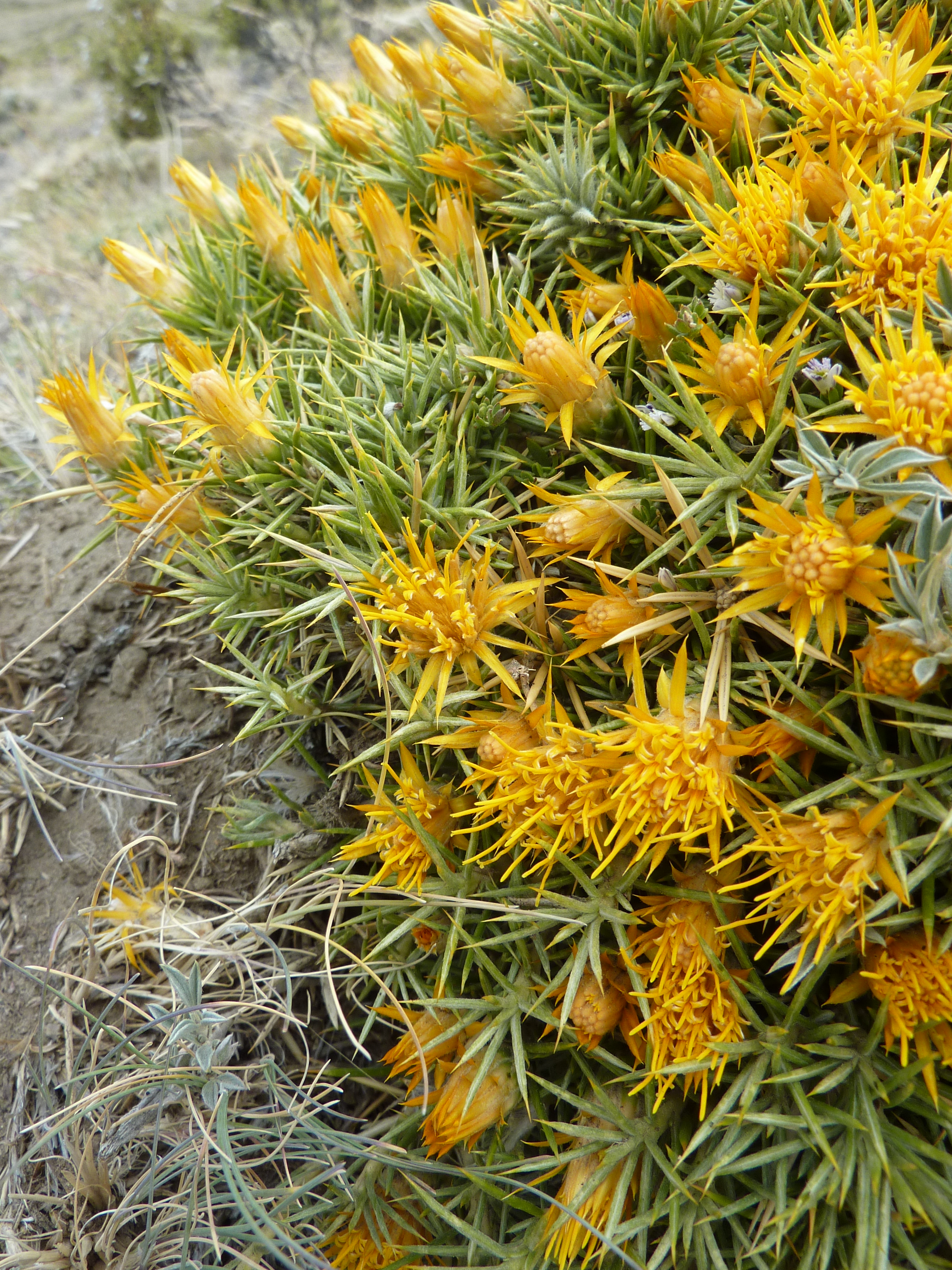
Chuquiraga aurea - Flores

Chuquiraga aurea es una especie de planta con flor de la familia Asteraceae. Es originaria de Argentina.

## Taxonomía
Chuquiraga aurea fue descrita por Carl Skottsberg y publicado en Kongliga Svenska Vetenskaps Academiens Handlingar, n.s. 56(5): 325. 1916.
Sinonimia
- Chuquiraga erinacea f. pulvinata Cabrera[3]